# مياه محللة كهربيا

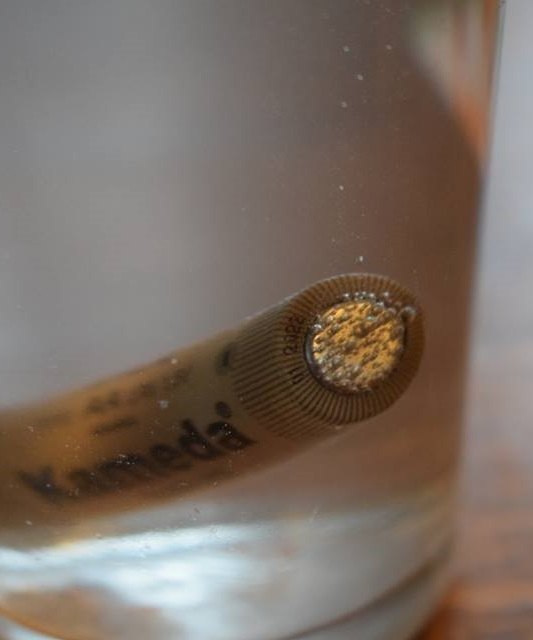

المياه المحللة كهربيًا (المياه التي تم تحليلها كهربيًا) (اختصارًا بالإنجليزية EOW أو ECA، والتي يطلق عليها كذلك اسم المياه المحللة كهربيًا المؤكسدة، أو المياه النشطة كهربيًا أو محلول المياه النشطة كهروكيميائيًا) تنتج من خلال التحليل الكهربي لمياه الصنبور العادية التي تحتوي على كلوريد الصوديوم المذاب. وبشكل نموذجي، تحتوي مياه الصنبور على أملاح مذابة كافية لتحليل المياه كهربيًا. ويؤدي التحليل الكهربي لمحاليل الأملاح تلك إلى إنتاج محلول هيبوكلوريت الصوديوم، الذي يعد المكون الأشهر في منتجات التبييض المنزلية التي يتم شراؤها من المتاجر. وتعد المياه الناجمة بمثابة مادة لتقليل التوتر السطحي (صابون) ومطهر.

## النشأة
يحدث التحليل الكهربي في مفاعل مصمم خصيصًا لهذا الغرض يسمح بالفصل بين المحاليل الكاثودية والأيونية. وفي تلك العملية، يتم إنتاج غاز الهيدروجين وأيونات الهيدروكسيد عند الكاثود، مما يؤدي إلى الحصول على محلول قلوي يتكون بشكل رئيسي من هيدروكسيد الصوديوم (محلول لصنع الصابون). وعند الآنود، تتم أكسدة أيونات الكلوريد لتكوين عنصر الكلور. وإذا تم السماح لبعض الكلور هذا بالاندماج مع بعض أيونات الهيدروكسيد التي تنتج عند الكاثود، فإنها تنفصل مكونة حمض الهيبوكلور، وهو حمض وعامل أكسدة ضعيف. ويمكن زيادة درجة الحموضة (الأس الهيدروجيني) لهذه «المياه الحمضية المحللة كهربيًا» من خلال خلطها مع المقدار المرغوب من محلول أيونات الهيدروكسيد من حجرة الكاثود، مما يؤدي إلى الحصول على محلول هيبوكلوريت الصويوم هيبوكلوريت الصوديوم، والذي يعد المكون الرئيسي لمنتجات تبييض الملابس العادية في المنزل. ويحتوي المحلول الذي تكون درجة الأس الهيدروجيني له تساوي 7.3 على تركيزات متساوية من حمض الهيبوكلور وأيونات الهيبوكلوريت، ويؤدي تقليل هذه الدرجة إلى نقل التوازن في اتجاه الحمض.

## مطهر فعال
يعد هيدروكسيد الصوديوم والهيبوكلوريد عوامل تطهير فعالة؛ حيث إن فاعلية المياه المحللة كهربيًا يبدو أنها تتزايد مع درجات الأس الهيدروجيني المنخفضة، ويفضل استخدام المياه المحللة كهربيًا ذات الشكل الحمضي بشكل دائم من أجل شطف أسطح تجهيز الأطعمة والفواكه والخضروات.
وتستخدم المياه المحللة كهربيًا لقتل الجراثيم والعديد من الفيروسات والبكتيريا.
ويطلق على وحدات التحليل الكهربي التي تباع للاستخدام مع المنظفات الصناعية والمؤسسية ولمعالجة المياه في المحليات باسم مولدات التبييض.

## التسجيل في وكالة الحماية البيئية (EPA)
رغم تواجد مجال التنشيط الكهربي الكيميائي ("ECA") على مدار أكثر من 40 عامًا، إلا أن الشركات التي تنتج حلول الأنوليت لم تحاول التواصل مع وكالة الحماية البيئية الأمريكية طلبًا للتسجيل إلا في وقت قريب. والسبب في ذلك هو قلة التطوير في مجال المعدات التي يمكن أن توفر الحلول بطريقة يعتمد عليها وبشكل يتسم بالاتساق والتكرار، واللازمة للوفاء بمجموعة الاختبارات المتنوعة لتسجيل المنتجات في وكالة الحماية البيئية، ناهيك عن تجاوز تلك الاختبارات.

## العيوب
تفقد المياه المحللة كهربيًا كفاءتها بشكل سريع للغاية، وبالتالي لا يمكن تخزينها لفترات طويلة. كما أن معدات التحليل الكهربي غالية الثمن. ويجب مراقبة عملية التحليل الكهربي بشكل متكرر من أجل الحصول على الفاعلية الصحيحة المطلوبة.